# Stride
Stride (stride piano) – jazzowy styl gry na fortepianie, utrzymanej w metrum czteromiarowym, charakteryzujący się naprzemiennością granego lewą ręką na raz i trzy basu, a na dwa i cztery - akordu. Nazwa pochodzi od angielskiego słowa to stride - maszerować, kroczyć w odniesieniu do ruchów lewej ręki pianisty na klawiaturze instrumentu.
Technika ta powstała w Harlemie podczas I wojny światowej. Stylu tego używali w swojej grze Luckey Roberts, James P. Johnson, Willie "The Lion" Smith, czy Fats Waller.